# Csörötnek
Csörötnek (szlovénül Čretnik, németül Schrietling) a Rábára fűzött kis falu, Vas vármegye délnyugati csücskében. A község a szentgotthárdi járás tagja. A rendszerváltást követő években megvalósult infrastrukturális fejlesztéseknek köszönhetően a település vízvezeték-, csatorna-, villany-, gáz- és kábeltévé- hálózattal rendelkezik.
Szerekre oszló település. Magyar és katolikus község, a faluban roma közösség is él. Vannak, akik az egész szentgotthárdi járást az Őrséghez sorolják. Az kétségtelen, hogy a történelmi Őrség hatása mind nyelvben, mind szokásokban és akár a település szeres szerkezetében visszaköszön, ezen az alapon a vidék, benne Csörötnek az Őrséghez tartozónak tekinthető, de a történelmi Őrség mintegy 8–10 km-re kezdődik a falutól. Szorosan véve Csörötnek az úgynevezett Rába-vidék egyik települése, s eként a Felső Rába-menti Turisztikai Régió tagja. Tulajdonképpen inkább a Vendvidék részének tekinthető, egyrészt mert van szlovén neve, másrészt hajdan volt szlovén lakossága, amely a magyarokkal vegyesen élt. A terület a szentgotthárdi ciszterci apátság birtoka volt, tehát nem tartozhatott az Őrséghez korábban sem, legfeljebb gyepűelve volt. A apátsághoz szorosan kapcsolódik a szlovén nemzetiség (amely vend nyelvet beszél), hiszen a ciszterek telepítették le őket ezen a gyéren lakott területen. Pável Ágoston és más kutatók a Vendvidék és a szlovén területek kiterjedését nagyobb ítélték a mostaninál, ezért Csörötneket is vendvidéki településnek számították.
Kuntár Lajos, a falu díszpolgára így vall szülőfalujáról Hármaskönyv Csörötnekről című könyvében:
„Szülőhelyem tája a Rába völgye. Mégpedig Szentgotthárdtól Rábagyarmatig terjedő része. Termékeny mezők, dúsfüvű rétek, szelíd dombok, regényes erdők, csörgedező patakok a jellemzői ennek a 4-5 kilométer széles völgynek. Aztán a szélein meghúzódó kis falvak és a tengelyében kanyargó, partjait szaggatva öntöző, sok helyütt alattomosan örvénylő Rába. Szívemben él e táj, legfőképpen az öt irányból érkező utak találkozására épült Csörötnek, melyben bölcsőm ringott, s nevelt sok keserv közt nyolc gyermekével özvegyi sorsra jutott édesanyám.”

## Fekvése
Csörötnek a Rába folyó által kettészelt kis vasi település Magyarország nyugati csücskében. A falu mind a történelmi Őrség központjától, Őriszentpétertől, mind az ország legnyugatibb fekvésű városától, Szentgotthárdtól 10-10 kilométerre fekszik. Őriszentpéterrel és a térségen kelet-nyugati irányban áthaladó 8-as főúttal egyaránt a 7453-as út köti össze, de a 8-assal (annak rátóti szakaszával) kapcsolja össze a 7461-es út is. Ugyancsak áthalad a településen a Vasszentmihály-Felsőszölnök(-országhatár) közti 7454-es út.
Az Alpok keleti nyúlványainak közelségéből fakadóan klímája szubalpin jellegű.

## Története
Csörötnek középkori település, a szentgotthárdi ciszter apátság jobbágyfalujaként keletkezett. Első írásos említése 1350-ből származik Chyrenuk formában.
1944. november 1-én kora délután egy angolszász repülő kötelékről leváló kisebb kötelék bombázni kezdte a falut. A lakosság nem tudott elmenekülni, így támadás 13 halálos áldozatot és 2 súlyos sérültet követelt.

## Közélete

### Polgármesterei
- 1990–1994: Laczó József (független)[4]
- 1994–1998: Támis István (független)[5]
- 1998–2002: Támis István (független)[6]
- 2002–2006: Kocsis Zsolt Ferenc (független)[7]
- 2006–2010: Kocsis Zsolt Ferenc (független)[8]
- 2010–2014: Kocsis Zsolt Ferenc (független)[9]
- 2014–2019: Kocsis Zsolt Ferenc (független)[10]
- 2019–2024: Kocsis Zsolt (független)[11]
- 2024– : Kocsis Zsolt (független)[1]

## Híres szülöttei
Csörötneken született az ismert újságíró, könyvtáros, pedagógus, népmesegyűjtő, helytörténész Kuntár Lajos (1914-2005). Szülőfalujáról szóló könyve a Hármaskönyv Csörötnekről. Kuntár Lajos Csörötnek díszpolgára.
Ugyancsak a falu szülöttje Báger Gusztáv (1938-) magyar közgazdász, József Attila díjas költő (2012), a közgazdaságtudomány kandidátusa (1971), habilitált (2000), a Magyar Nemzeti Bank Monetáris Tanácsának tagja (2015-től), az Állami Számvevőszék Fejlesztési és Módszertani Intézete korábbi főigazgatója, a Pázmány Péter Katolikus Egyetem egyetemi tanára.

## Népesség
A település népességének változása:
| Lakosok száma | 902  | 908  | 899  | 871  | 796  | 782  | 774  |
|               | 2013 | 2014 | 2015 | 2021 | 2022 | 2023 | 2024 |

A 2011-es népszámlálás során a lakosok 82,8%-a magyarnak, 1,1% németnek, 1,3% szlovénnek, 22,1% cigánynak mondta magát (16,8% nem nyilatkozott; a kettős identitások miatt a végösszeg nagyobb lehet 100%-nál). A vallási megoszlás a következő volt: római katolikus 74,1%, református 0,3%, evangélikus 0,4%, felekezet nélküli 0,7% (24,2% nem nyilatkozott).
2022-ben a lakosság 89,9%-a vallotta magát magyarnak, 8% cigánynak, 5% szlovénnek, 3,1% németnek, 0,1-0,1% szerbnek, bolgárnak, ukránnak és románnak, 0,9% egyéb, nem hazai nemzetiségűnek (9,5% nem nyilatkozott; a kettős identitások miatt a végösszeg nagyobb lehet 100%-nál). Vallásuk szerint 64,7% volt római katolikus, 1,3% evangélikus, 0,8% református, 0,8% görög katolikus, 1,4% egyéb keresztény, 1% egyéb katolikus, 3,5% felekezeten kívüli (26,5% nem válaszolt).

## Nevezetességei
Épített örökség vonatkozásában az 1814-ben épült műemlék Bekes-vízimalom épülete, az ugyancsak műemlék Nepomuki Szent János-szobor (1780), több régi fakereszt, régi szőlőhegyi présház, valamint az 1983-85 között modern stílusban épült római katolikus templom (Az Örök Ige temploma) érdemel említést a néhány évvel később emelt - mediterrán vonásokat hordozó - keresztelőkápolnával és templomparkkal.
A Rába-folyó és a belőle leágazó Malom-csatorna horgászóhely.
A községtől délre elhelyezkedő Szőlőhegy. A Szőlőhegyen átvezető turistautak, az ún. Rába völgye gyümölcsút mentén az erdő mélyén hűvös vizű forrás (Kuti-rét) és egy csodálatos kis kápolna található (Sáfár-hegy), ahol minden évben a hagyományos Mária-napi búcsút ünnepli a falu, emlékezve az egykor itt álló településrészre.

## Az Örök Ige temploma
A csörötneki templom építésze Fazakas Péter, parktervezője dr. Józsa Miklósné. A képzőművészeti alkotások Lesenyei Márta és Kiss Sándor munkái. A templom alapterülete 360 négyzetméter, térfogata 2 100 köbméter.
A templom építészeti munkálataiért Fazakas Péter nívódíjat kapott.
A kert az Isten-barátság ősi jelképeként az Éden reminiszcenciáit idézi fel.
A kapu Krisztus szimbóluma, és a templomé. Mint csatos imakönyv fedele, ez is rézveretű – bronztáblák sorolják a Szentírás 72 könyvének nevét.
Az oltárkép a templom alapgondolatát fogalmazza meg: ‘Úgy szerette Isten a világot, hogy szólt hozzá’. Így is szerette: a szó szeretetével, a megszólítás melegével. Az oltárkép hármas tablóban Isten hozzánk való szólásának hármas módozatát állítja szemünk elé:
– tettekben megszólaló beszéd – az Atya igéje,
– szavakban szóló szavak – a Fiú igéje,
– kegyelemként beszélő kinyilatkoztatás – a Lélek igéje.
A középső tabló a kereszt. A fő hely, az 5 méteres kereszt uralkodói trón, amelyen a 2,7 méteres bronz korpusz.
A kereszt köré keretként szeretnénk felírni Szent János evangéliumának prológusát (Jn 1,1-18). „Kezdetben volt az Ige, az Ige Istennél volt, és Isten volt az Ige… (Jn 1,1) „S az Ige testté lett, és közöttünk élt…” (Jn 1,14). E sorok keretként körülfogva értelmezik a keresztet. A kereszt nem csupán a megváltó áldozat, hanem a kinyilatkoztatás eszköze is, Isten hozzánk való szólásának egyik módozata. Isten szólt hozzánk tettek módján, történelmi eseményekben, amelyeknek legnagyobbja a kereszt, az egész kinyilatkoztatás csúcsa és teljessége, középpontja és koronája.
A bal oldali tabló a hegyi beszédet (Mt 5-7.) ábrázoló jelenet, fából faragott féldombormű.
A tett-Igét ábrázoló középponti tabló után itt a szó-Igét látjuk, a Fiú igéjét.
A jobb oldali tabló az Emmauszi jelenet (Lk 24,13-35)
A tablók kereteit próféták és evangélisták, egyházatyák és Isten népének szentjei képezik.
A mélység-dimenzió elve alapján az Ószövetség 45 könyvének összes szerzőjét képviseli a négy nagy próféta, Izaiás, Jeremiás, Ezekiel és Dániel alakja a bal oldali tabló belső kereteként. A jobb oldali belső keret pedig a négy evangélista, Szent Máté, Szent Márk, Szent Lukács és Szent János alakja, akik az Újszövetség 27 kánoni könyvének szent szerzőit vezetik elénk.
A kinyilatkoztatott ige edénye pedig az Egyház. Az Egyház tanító hivatását jeleníti meg a külső kereteken bal oldalon a négy keleti egyházatya: Szent Atanáz, Nazianzi Szent Gergely, Nagy Szent Vazul és Aranyszájú Szent János; illetve jobb oldalon a négy nyugati egyházatya: Szent Ambrus, Szent Jeromos, Szent Ágoston és Nagy Szent Gergely alakja.
Az Ige fölé hajló népet jeleníti meg a keret felső szegélye: baloldalt Isten ószövetségi népét Mózes, Dávid és Keresztelő Szent János; jobboldalt Isten magyar népéből választott szentek: Szent Gellért Szent Imrét tanítja, Szent István kezében az Intelmek könyvével, valamint Szent Margit az Oltáriszentség imádásában elmerülve.
Az alsó mezők a II. Vatikáni Zsinatnak az Isteni Kinyilatkoztatásról írt szavait fogják tartalmazni: „Jóságában és bölcsességében az Isten úgy határozott, hogy kinyilatkoztatja önmagát, és tudtunkra adja akaratának szent titkát, melynek alapján Jézus Krisztus, a megtestesült Ige által a Szentlélekben az Atyához járulnak az emberek, és az isteni természetben részesülnek. Ebben a kinyilatkoztatásban a láthatatlan Isten lángoló szeretetének gazdagságából, mint barátaihoz szól az emberekhez, társalog velük, hogy őket meghívja és befogadja a saját közösségébe” (Dei Verbum konst. 2.).
Az ambó széttekert tekercs, amely az Ószövetséget jeleníti meg. Az oltár kinyitott evangéliumos könyv, amely az Újszövetség jelképe. A templom szent cselekményei, a liturgia a Szentíráson nyugszik, abból forrásozik. A Szent Írásokban kinyilatkoztatott isteni szeretet bátorít megszólítani az Atyát, imádni őt, és kérni a Fiútól a Szentlélek ajándékait.
Mind az ambón, mind az oltáron a kinyilatkoztatásra utaló idézetek állnak. Az ambón Ámosz prófétától: „Igen, jönnek napok – mondja az Úr, az Isten –, amikor éhséget bocsátok a földre: éhséget, de nem kenyérre, szomjúságot, de nem vízre, hanem az Úr szavának hallgatására” (Ám 8,11). Az Úr szavára, az igazságra éhező és szomjazó nép gyülekezik itt össze, az Isten ajkáról való igével és öröménekkel táplálkozik, hogy életének, vigaszának, reményeinek forrása legyen. Az oltár-könyvlapjain Jézus utolsó vacsorai szavai állnak Szent János evangéliumából: „Nem nevezlek többé szolgának benneteket, mert a szolga nem tudja, mit tesz ura. Barátaimnak mondalak benneteket, mert amit hallottam Atyámtól, azt mind tudtul adtam nektek” (Jn 15,15). Az oltár az Eukarisztia titkát hordozza magán, arra hivatott, hogy Jézus legyen. Jézus itt megosztja isteni életét barátaival. Önnön életével jár körül, és övéit magával vendégeli meg, de ehhez barátok között kell, legyen, nem lehetnek idegenek az oltár körül. Isten barátai veszik körül Jézus asztalát, ahonnét ők Jézus Testét veszik. Nem idegenek ők, nem jövevények, nem szolganép, hanem az Ige ruhájában állnak itt. Az Atya titkát ismerik, Isten tudói ők. Az Ige a menyegzőre meghívó üzenet: Jöjjetek az ünnepre!; és az Ige a méltóvá tevő menyegzős köntös is. Az ambótól, az Ige asztalától lépünk az oltár elé. Azért lehet az ember hivatalos a menyegzőre, mert hívta Őt az isteni Ige, és beavatta Isten rejtelmeibe. A kinyilatkoztatásban való részesültség az Eucharisztiában való részvétel alapja.

## Képek

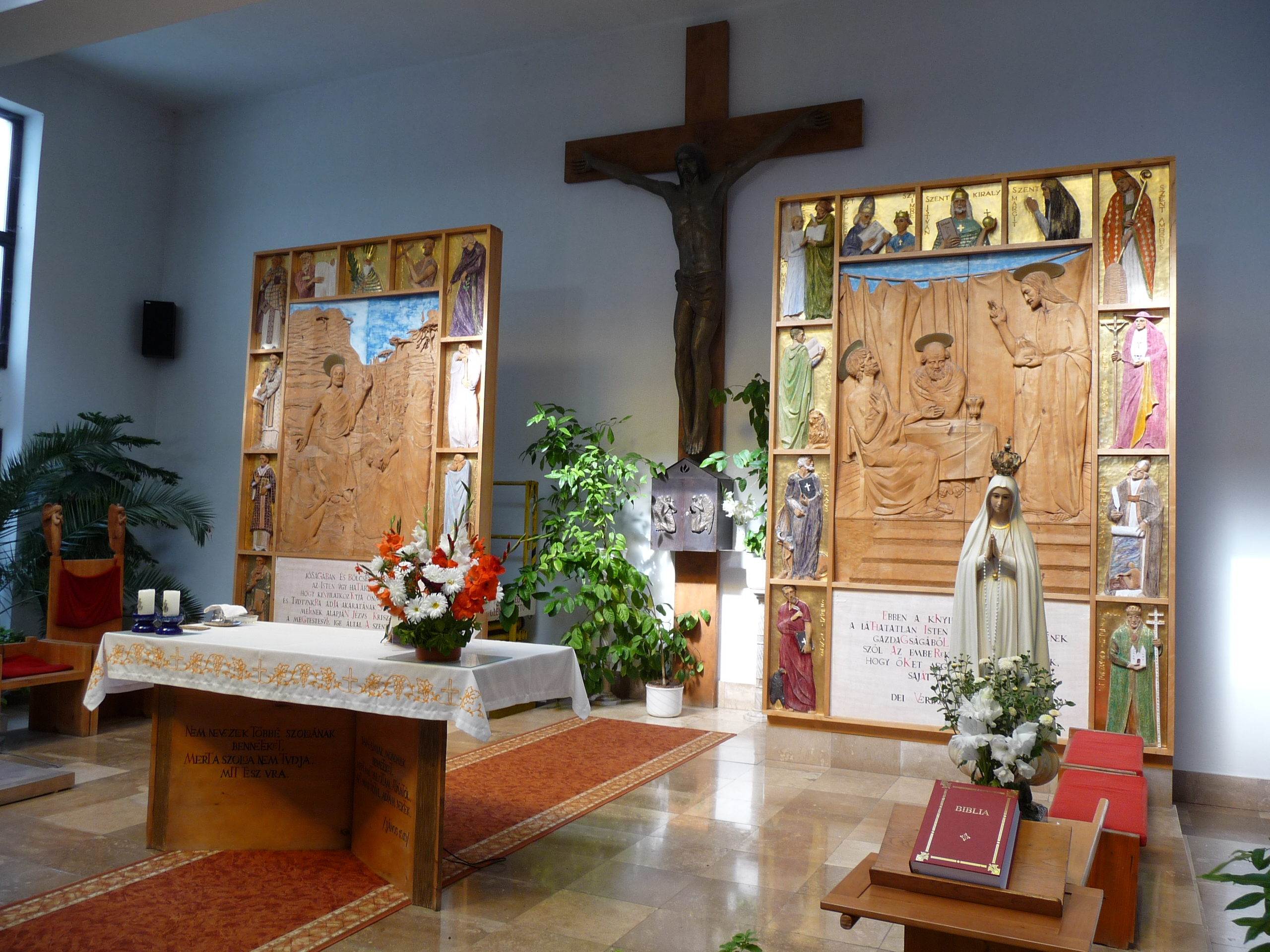
Csörötnek, az Örök Ige temploma
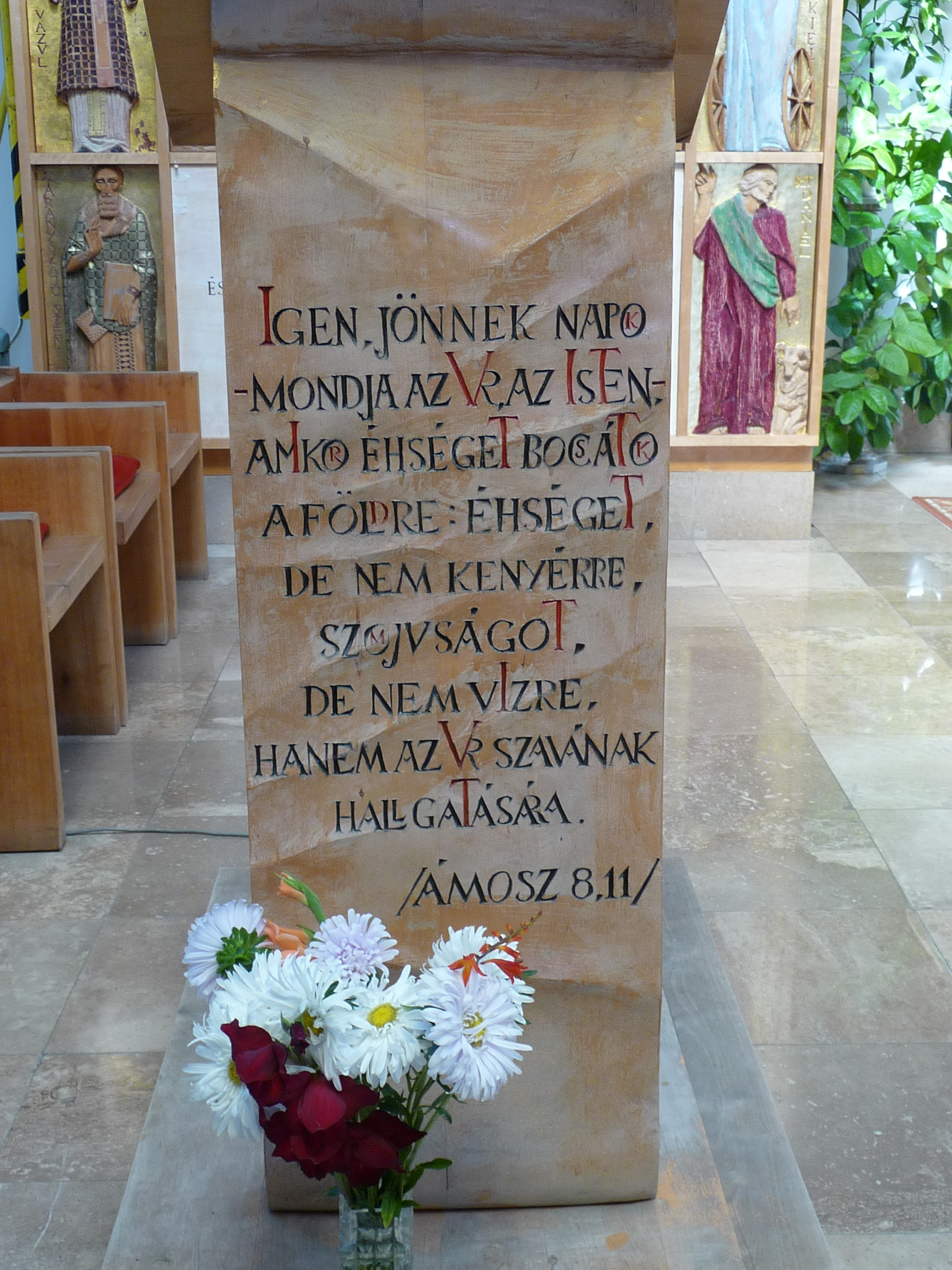
Csörötnek, az Örök Ige temploma
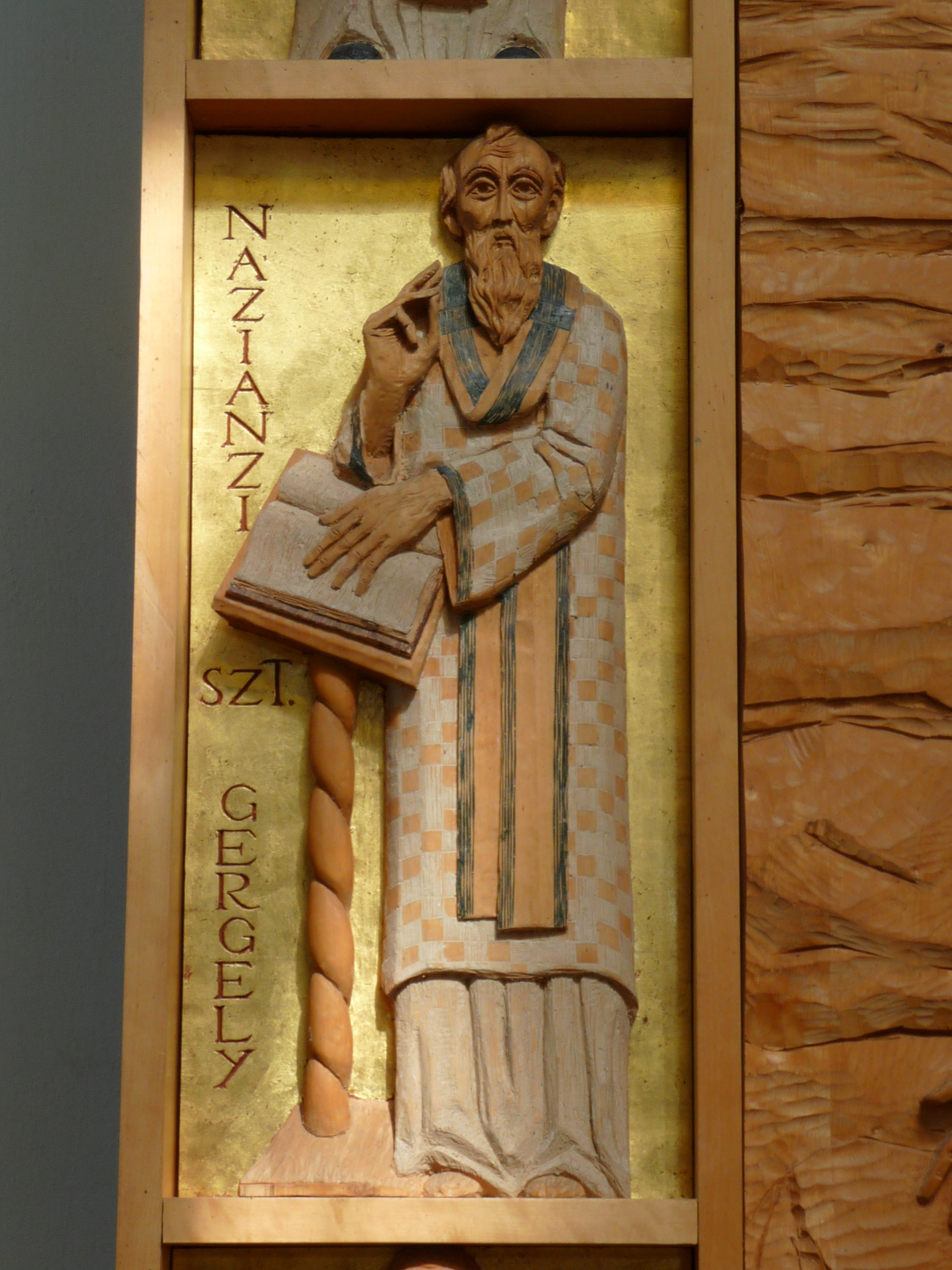
Csörötnek, az Örök Ige temploma
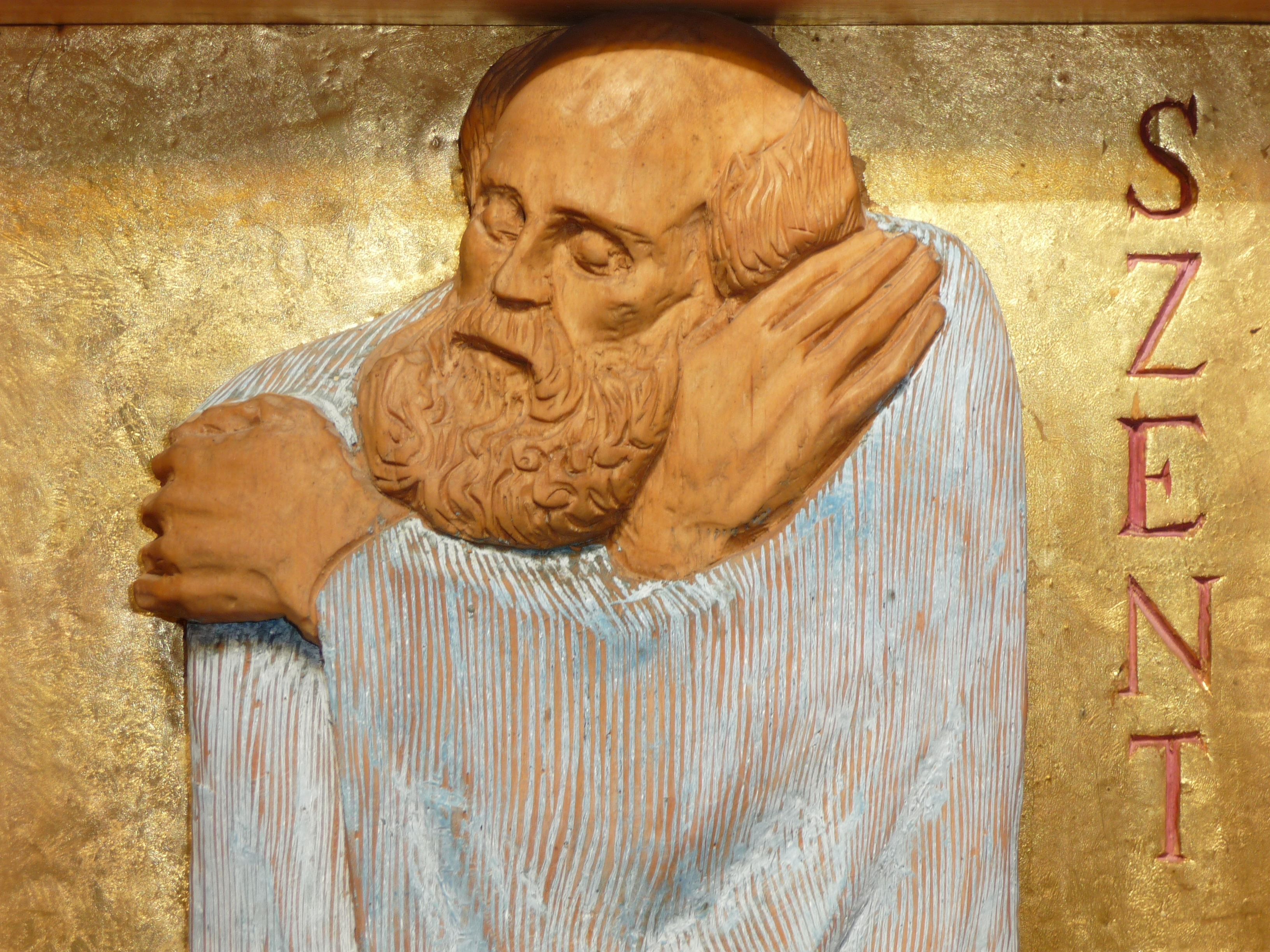
Csörötnek, az Örök Ige temploma
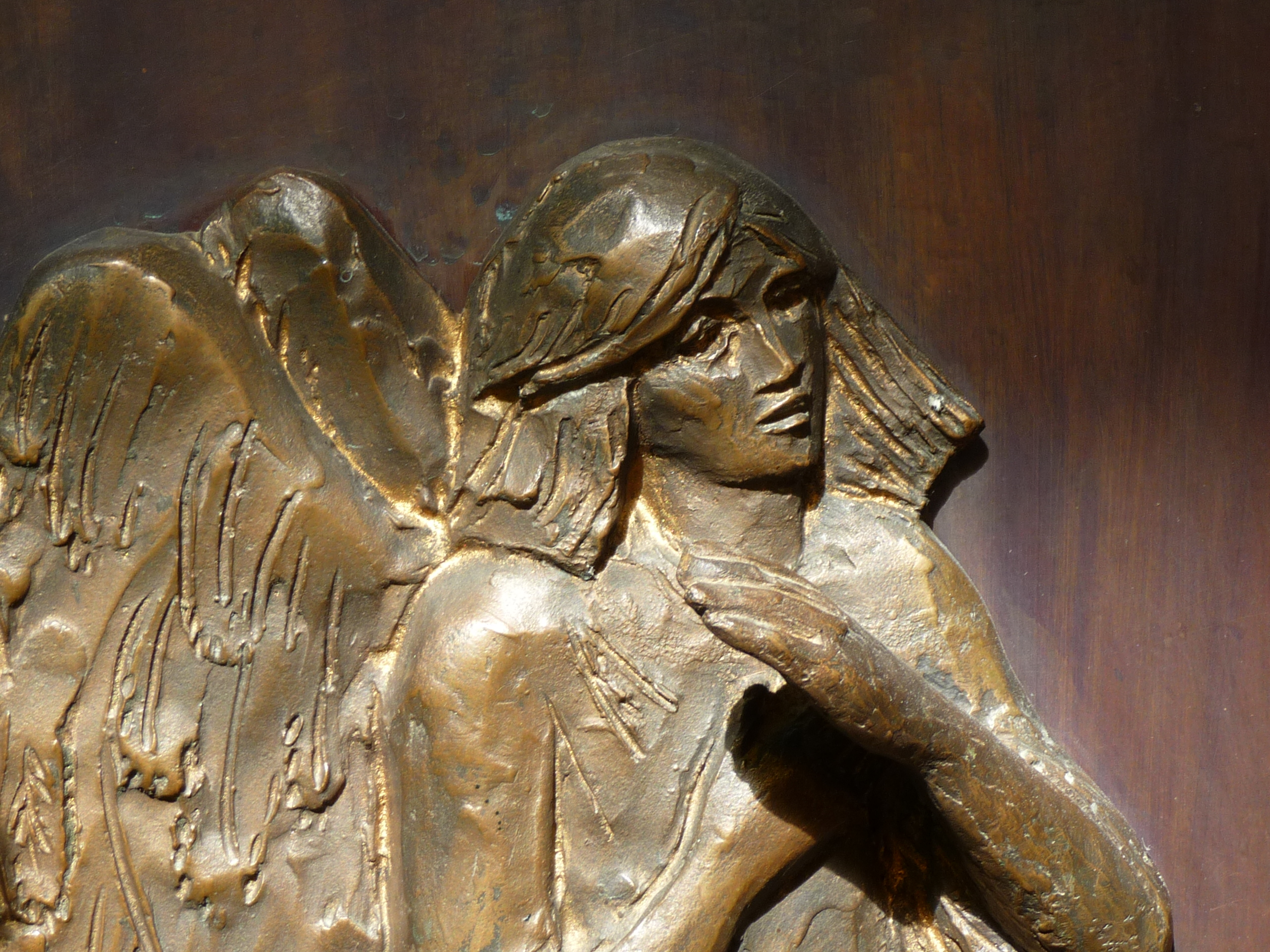
Csörötnek, az Örök Ige temploma
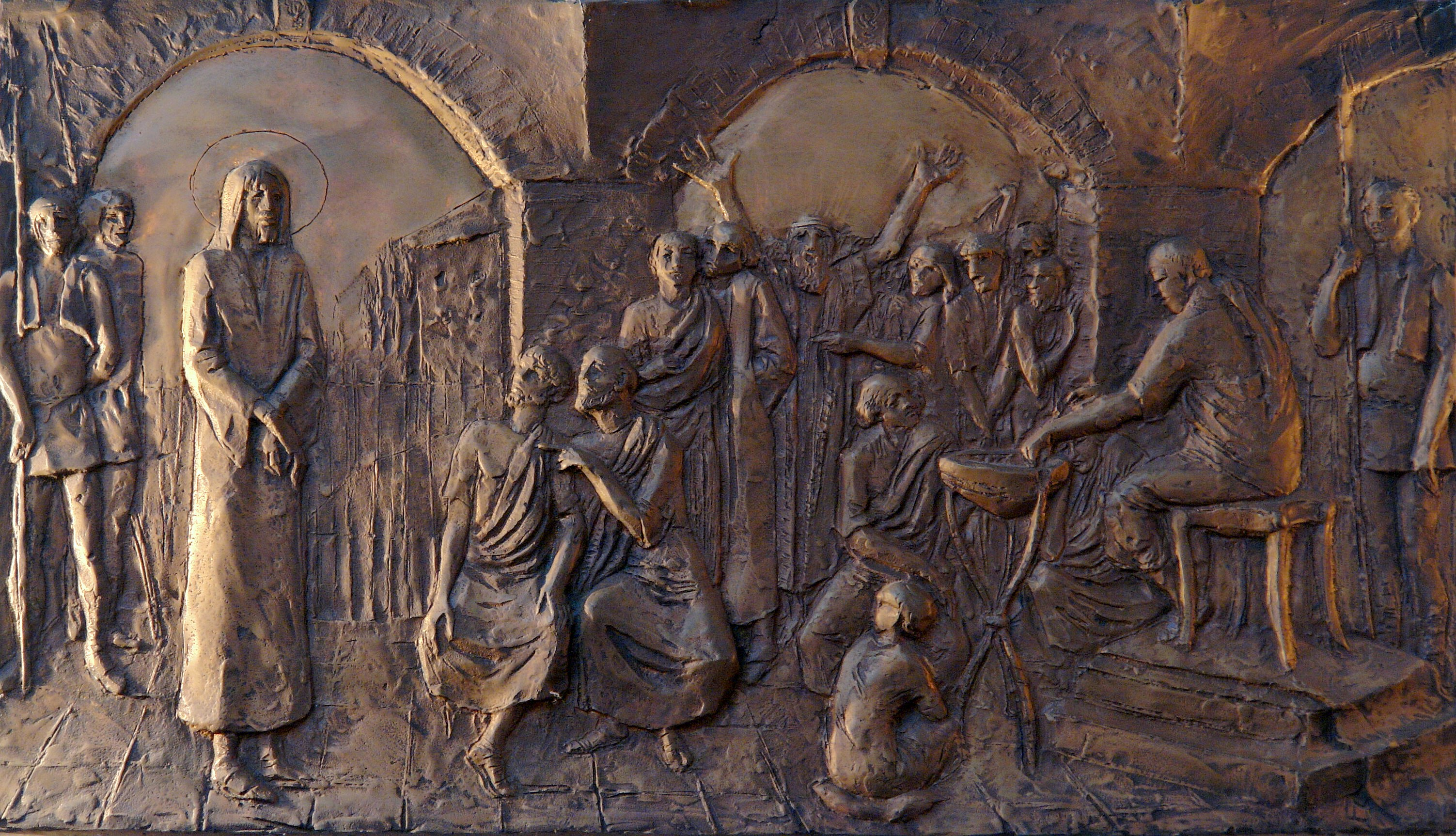
Csörötnek, az Örök Ige temploma, Krisztus Pilátus előtt - réz dombormű